# Alekto
Alekto (gr. Ἀληκτώ Alēktṓ, łac. Alecto) – w mitologii greckiej jedna z Erynii; bogini i uosobienie nieubłaganego gniewu, niestrudzona.